# Übersicht der Listen der Naturdenkmale im Landkreis Südliche Weinstraße
Die Übersicht der Listen der Naturdenkmale im Landkreis Südliche Weinstraße nennt die Listen und die Anzahl der Naturdenkmale in den Städten und Gemeinden im rheinland-pfälzischen Landkreis Südliche Weinstraße. Die Listen enthalten 87 im Landschaftsinformationssystem der Naturschutzverwaltung Rheinland-Pfalz verzeichnete Naturdenkmale.

## Verbandsgemeinde Annweiler am Trifels
In den 13 verbandsangehörigen Gemeinden der Verbandsgemeinde Annweiler am Trifels sind insgesamt 13 Naturdenkmale verzeichnet.
| Ort                  | Naturdenkmalliste                               | Gesamtanzahl Naturdenkmale |
| -------------------- | ----------------------------------------------- | -------------------------- |
| Annweiler am Trifels | Liste der Naturdenkmale in Annweiler am Trifels | 2                          |
| Gossersweiler-Stein  | Liste der Naturdenkmale in Gossersweiler-Stein  | 6                          |
| Ramberg              | Liste der Naturdenkmale in Ramberg (Pfalz)      | 1                          |
| Waldhambach          | Liste der Naturdenkmale in Waldhambach (Pfalz)  | 1                          |
| Waldrohrbach         | Liste der Naturdenkmale in Waldrohrbach         | 3                          |

In Albersweiler,
Dernbach,
Eußerthal,
Münchweiler am Klingbach,
Rinnthal,
Silz,
Völkersweiler und
Wernersberg sind keine Naturdenkmale verzeichnet.

## Verbandsgemeinde Bad Bergzabern
In den 21 verbandsangehörigen Gemeinden der Verbandsgemeinde Bad Bergzabern sind insgesamt 12 Naturdenkmale verzeichnet.
| Ort                      | Naturdenkmalliste                                          | Gesamtanzahl Naturdenkmale |
| ------------------------ | ---------------------------------------------------------- | -------------------------- |
| Bad Bergzabern           | Liste der Naturdenkmale in Bad Bergzabern                  | 3                          |
| Gleiszellen-Gleishorbach | Liste der Naturdenkmale in Gleiszellen-Gleishorbach        | 1                          |
| Klingenmünster           | Liste der Naturdenkmale in Klingenmünster                  | 2                          |
| Oberhausen               | Liste der Naturdenkmale in Oberhausen (bei Bad Bergzabern) | 1                          |
| Oberotterbach            | Liste der Naturdenkmale in Oberotterbach                   | 1                          |
| Oberschlettenbach        | Liste der Naturdenkmale in Oberschlettenbach               | 1                          |
| Schweigen-Rechtenbach    | Liste der Naturdenkmale in Schweigen-Rechtenbach           | 1                          |
| Steinfeld                | Liste der Naturdenkmale in Steinfeld (Pfalz)               | 1                          |
| Vorderweidenthal         | Liste der Naturdenkmale in Vorderweidenthal                | 1                          |

In Barbelroth,
Birkenhördt,
Böllenborn,
Dierbach,
Dörrenbach,
Hergersweiler,
Kapellen-Drusweiler,
Kapsweyer,
Niederhorbach,
Niederotterbach,
Pleisweiler-Oberhofen und
Schweighofen sind keine Naturdenkmale verzeichnet.

## Verbandsgemeinde Edenkoben
In den 16 verbandsangehörigen Gemeinden der Verbandsgemeinde Edenkoben sind insgesamt 32 Naturdenkmale verzeichnet.
| Ort                  | Naturdenkmalliste                               | Gesamtanzahl Naturdenkmale |
| -------------------- | ----------------------------------------------- | -------------------------- |
| Böbingen             | Liste der Naturdenkmale in Böbingen (Pfalz)     | 1                          |
| Burrweiler           | Liste der Naturdenkmale in Burrweiler           | 2                          |
| Edenkoben            | Liste der Naturdenkmale in Edenkoben            | 11                         |
| Flemlingen           | Liste der Naturdenkmale in Flemlingen           | 1                          |
| Freimersheim (Pfalz) | Liste der Naturdenkmale in Freimersheim (Pfalz) | 2                          |
| Gleisweiler          | Liste der Naturdenkmale in Gleisweiler          | 4                          |
| Hainfeld             | Liste der Naturdenkmale in Hainfeld (Pfalz)     | 2                          |
| Rhodt unter Rietburg | Liste der Naturdenkmale in Rhodt unter Rietburg | 5                          |
| Roschbach            | Liste der Naturdenkmale in Roschbach            | 2                          |
| Venningen            | Liste der Naturdenkmale in Venningen            | 1                          |
| Weyher in der Pfalz  | Liste der Naturdenkmale in Weyher in der Pfalz  | 1                          |

In Altdorf,
Edesheim,
Gommersheim,
Großfischlingen und
Kleinfischlingen sind keine Naturdenkmale verzeichnet.

## Verbandsgemeinde Herxheim
In den 4 verbandsangehörigen Gemeinden der Verbandsgemeinde Herxheim sind insgesamt 7 Naturdenkmale verzeichnet.
| Ort                       | Naturdenkmalliste                                    | Gesamtanzahl Naturdenkmale |
| ------------------------- | ---------------------------------------------------- | -------------------------- |
| Herxheim bei Landau/Pfalz | Liste der Naturdenkmale in Herxheim bei Landau/Pfalz | 5                          |
| Insheim                   | Liste der Naturdenkmale in Insheim                   | 1                          |
| Rohrbach                  | Liste der Naturdenkmale in Rohrbach (Pfalz)          | 1                          |

In Herxheimweyher sind keine Naturdenkmale verzeichnet.

## Verbandsgemeinde Landau-Land
In den 14 verbandsangehörigen Gemeinden der Verbandsgemeinde Landau-Land sind insgesamt 17 Naturdenkmale verzeichnet.
| Ort          | Naturdenkmalliste                           | Gesamtanzahl Naturdenkmale |
| ------------ | ------------------------------------------- | -------------------------- |
| Birkweiler   | Liste der Naturdenkmale in Birkweiler       | 1                          |
| Böchingen    | Liste der Naturdenkmale in Böchingen        | 1                          |
| Eschbach     | Liste der Naturdenkmale in Eschbach (Pfalz) | 3                          |
| Frankweiler  | Liste der Naturdenkmale in Frankweiler      | 1                          |
| Göcklingen   | Liste der Naturdenkmale in Göcklingen       | 2                          |
| Impflingen   | Liste der Naturdenkmale in Impflingen       | 2                          |
| Leinsweiler  | Liste der Naturdenkmale in Leinsweiler      | 3                          |
| Siebeldingen | Liste der Naturdenkmale in Siebeldingen     | 3                          |
| Walsheim     | Liste der Naturdenkmale in Walsheim         | 1                          |

In Billigheim-Ingenheim,
Heuchelheim-Klingen,
Ilbesheim bei Landau in der Pfalz,
Knöringen und
Ranschbach sind keine Naturdenkmale verzeichnet.

## Verbandsgemeinde Maikammer
In den 3 verbandsangehörigen Gemeinden der Verbandsgemeinde Maikammer sind insgesamt 5 Naturdenkmale verzeichnet.
| Ort                | Naturdenkmalliste                               | Gesamtanzahl Naturdenkmale |
| ------------------ | ----------------------------------------------- | -------------------------- |
| Kirrweiler (Pfalz) | Liste der Naturdenkmale in Kirrweiler           | 1                          |
| Maikammer          | Liste der Naturdenkmale in Maikammer            | 1                          |
| Sankt Martin       | Liste der Naturdenkmale in Sankt Martin (Pfalz) | 3                          |

## Verbandsgemeinde Offenbach an der Queich
In den 4 verbandsangehörigen Gemeinden der Verbandsgemeinde Offenbach an der Queich ist insgesamt 1 Naturdenkmal verzeichnet.
| Ort      | Naturdenkmalliste                           | Gesamtanzahl Naturdenkmale |
| -------- | ------------------------------------------- | -------------------------- |
| Essingen | Liste der Naturdenkmale in Essingen (Pfalz) | 1                          |

In Bornheim,
Hochstadt (Pfalz) und
Offenbach an der Queich sind keine Naturdenkmale verzeichnet.